# 青皂柳
青皂柳（学名：Salix pseudo-wallichiana）为杨柳科柳属的植物，为中国的特有植物。分布于中国的四川、青海等地，生长于海拔330米至3,800米的地区，多生在草地以及河岸，目前尚未由人工引种栽培。